# Broadland
Broadland – dystrykt w hrabstwie Norfolk w Anglii. W 2011 roku dystrykt liczył 124 646 mieszkańców.

## Miasta
- Acle
- Aylsham
- Reepham
- Wroxham

## Inne miejscowości
Alderford, Attlebridge, Beeston St Andrew, Beighton, Belaugh, Blickling, Blofield, Booton, Brampton, Brandiston, Brundall, Burgh and Tuttington, Buxton with Lammas, Buxton, Cantley, Cawston, Coltishall, Crostwick, Drayton, Felthorpe, Fishley, Foulsham, Freethorpe, Frettenham, Great Witchingham, Great and Little Plumstead, Guestwick, Hainford, Halvergate, Hassingham, Haveringland, Hellesdon, Hemblington, Hevingham, Heydon, Honingham, Horsford, Horsham St Faith, Horsham St Faith and Newton St Faith, Horstead with Stanninghall, Lamas, Lingwood and Burlingham, Little Witchingham, Marsham, Morton on the Hill, Old Catton, Oulton, Postwick with Witton, Rackheath, Ranworth, Reedham, Ringland, Salhouse, Salle, South Walsham, Spixworth, Sprowston, Stratton Strawless, Strumpshaw, Swannington, Taverham, Themelthorpe, Thorpe St Andrew, Tuttington, Upton with Fishley, Upton, Weston Longville, Whitlingham, Wood Dalling, Woodbastwick.